# Antonio Prats Cervera
Toni Prats, nome completo Antonio Prats Cervera (Capdepera, 9 settembre 1971), è un ex calciatore spagnolo, di ruolo portiere.

## Carriera
Con il Real Betis ha vinto una Coppa del Re (2005). È stato convocato una volta dalla nazionale maggiore senza mai esordire e si è classificato terzo al Campionato europeo di calcio Under-21 del 1994 senza però scendere mai in campo.
È stato il primo portiere a segnare in Primera División su calcio di punizione. Ha messo a segno due reti, contro Atlético Madrid e Real Madrid.

## Palmarès

### Club

#### Competizioni nazionali
- Coppa di Spagna: 1

Betis: 2004-2005